# Meister des Jakobialtars
Meister des Jakobialtars ist der Notname des um 1420 bis 1435 tätigen Bildschnitzers und Malers, der den früheren gotischen Hochaltar der Jakobikirche in Lübeck geschaffen hat. Der Altar gelangte im 18. Jahrhundert in die Marienkirche nach Neustadt-Glewe. 1882 kam er in das Großherzoglichen Museum Schwerin und 1938 in das Schweriner Schloss. Heute befindet er sich als Neustädter Altar in der Mittelaltersammlung des Staatlichen Museums Schwerin im Schloss Güstrow.

## Werk Jakobialtar
Der für diesen Künstler den Notnamen gebende Altar von 1435 ist neben dem heute im St.-Annen-Kloster Lübeck befindlichen Grönauer Altar aus der Aegidienkirche der einzige weitere mittelalterliche Hochaltar einer der Lübecker Hauptkirchen. In den Kirchenbüchern von St. Jakobi finden sich über das weitere Schicksal dieses Altars keine Nachweise. Er muss allerdings in Jakobi bis zum 2. Mai 1717 abgebrochen worden sein, da an diesem Tag der barocke Hauptaltar von Hieronymus Hassenberg eingepredigt wurde. Aus mecklenburgischen Quellen ist bekannt, dass der gotische Altar nach Neustadt-Glewe verschenkt wurde, wo 1728 die dortige Marienkirche ausgebrannt war. Dort wurde er 1746 erneut aufgestellt. 1841 gelangte er in die Sammlung von Großherzog Paul Friedrich von Mecklenburg-Schwerin und damit in die Sammlung des heutigen Staatlichen Museums.
Der Marienkrönungs-Altar zeigt auf den Außenseiten Malereien, die an Conrad von Soest und den Hamburger Meister Francke erinnern. Aufgrund der Ähnlichkeit zum ehemaligen gotischen Hauptaltar der Marienkirche in Lübeck wurde der Meister des Jakobialtars zum Teil als Schüler des Meisters des (ehem.) Hochaltars der Marienkirche in Lübeck oder auch als dieselbe Person angesehen. Die figürlichen Arbeiten der Feiertagsansicht erinnern an die Marienstatue des Junge-Altars der Nikolaikirche in Stralsund.

## Restaurierung
Im Laufe der Jahre wurde der von der Feiertagsseite 7,60 Meter breite und 2,47 Meter hohe Altar mehrfach restauriert, wobei vor allem bei früheren Restaurierungen Abweichungen vom Original entstanden. Bereits bei der Überweisung des Altars in die Großherzogliche Altertümersammlung durch den Schweriner Archivrat Georg Christian Friedrich Lisch 1840 fehlten zehn der geschnitzten Halbfiguren und das zweite Flügelpaar mit der Inschrift des Vollendungsdatums 1435. Um 1870 wurde er abgelaugt und neu gefasst, um ihn 1882 im Großherzoglichen Museum Schwerin zu präsentieren. Diese Farbgebung wurde 1922 wieder entfernt. Die Außentafeln hatte man zu Beginn des 20. Jahrhunderts abgetrennt, um sie als Gemälde auszustellen. Diese Teilung wurde bei der nun erfolgten Überarbeitung nicht rückgängig gemacht. Von 1938 bis 1946 befand sich der Altar im Schweriner Schloss. Bei der Räumung für die sowjetische Militäradministration wurde der Altarkasten auseinandergenommen und im Depot verwahrt. 2005 fügte man den Mittelschrein wieder zusammen und restaurierte die rechte Hälfte des Altars, 2009 folgte die linke Hälfte sowie die beiden Flügel. Seither ist der Flügelaltar wieder zusammenhängend vorhanden.

## Einzelbelege
1. ↑  Georg Christian Friedrich Lisch, Jahrbücher des Vereins für mecklenb. Gesch. u. Altertumskunde 38 (1873), S. 198 f.
2. ↑  Dexel-Brauckmann in ZVLGA 19, S. 8 f. und S. 11 f.
3. ↑  Rudolf Struck in ZVLGA 13, S. 112 ff. (S. 118) vermutet den Lübecker Maler Jakob Hoppener, der für 1407–1453 in Lübeck nachgewiesen ist.
4. ↑  Rudolf Struck in ZVLGA 13, S. 116.
5. ↑  Preußische Allgemeine Zeitung 1/2010 vom 9. Januar 2010 (Memento des Originals vom 24. Dezember 2016 im Internet Archive)  Info: Der Archivlink wurde automatisch eingesetzt und noch nicht geprüft. Bitte prüfe Original- und Archivlink gemäß Anleitung und entferne dann diesen Hinweis.